# Civisme

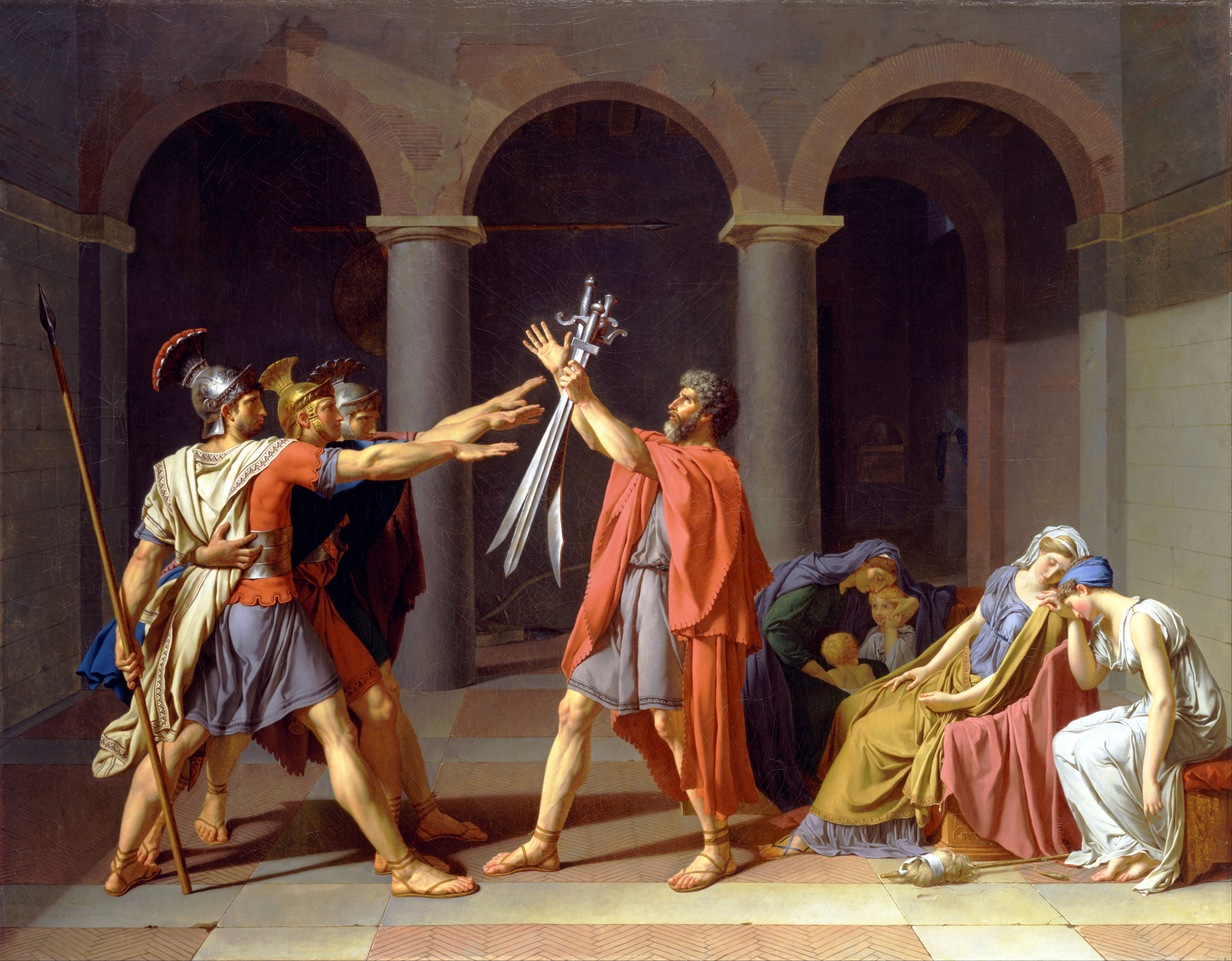
Una pintura de Jacques-Louis David, El jurament dels Horacis, que representa un moment dramàtic de Titus Livi, un historiador romà, encarna les idees de la virtut cívica del.

Civisme, del mot llatí civis, designa el respecte i la dedicació del ciutadà per la comunitat en què viu així com el respecte a les seves convencions i lleis. Aquest conjunt de normes escrites o no escrites, de normes socials, pretén regular la vida en societat i facilita la vida en grup.
El terme civisme s'aplica en el context d'una relació amb la institució que representa la comunitat: és doncs una qüestió de respecte a la cosa pública i l'afirmació personal d'una consciència política. La ciutadania implica, doncs, el coneixement dels propis drets i també dels deures davant la societat.
També hi ha una distinció entre civisme, bones maneres i modals, que es relacionen amb el respecte als altres en el context de les relacions privades. El respecte aquí en qüestió és el dels principis col·lectius sense contradir necessàriament les lleis. De fet, en alguns casos, l'acte d'incivisme pot no ser legalment reprimit (a Catalunya, per exemple, eludir el seu deure d'elector no és pas punible per la llei).

## Història

### Dins de l'antiga Grècia i Roma
A la cultura clàssica d'Europa occidental i als països que segueixen aquesta tradició política, l'interès per la virtut cívica comença amb les repúbliques més antigues que tenim, Atenes i Roma. Intentar definir les virtuts necessàries per governar amb èxit la polis atenesa va ser una preocupació important per a Sòcrates i Plató; una diferència en la perspectiva cívica va ser finalment un dels factors que va portar al judici de Sòcrates i la seva disputa amb la democràcia atenesa. La política d'Aristòtil considerava que la ciutadania no consistia en drets polítics, sinó en deures polítics. S'esperava que els ciutadans deixessin de banda les seves vides i interessos privats i servissin l'estat d'acord amb els deures definits per la llei.
Roma, fins i tot més que Grècia, va produir una sèrie de filòsofs morals com Ciceró, i historiadors morals com Tàcit, Sal·lusti Crisp, Plutarc i Livi. Moltes d'aquestes figures van implicar-se personalment en les lluites de poder que van tenir lloc al final de la República Romana, o van escriure elegies sobre la llibertat perduda durant la transició a l'Imperi Romà. Tendien a culpar d'aquesta pèrdua de llibertat a la manca de virtut cívica dels seus contemporanis, als quals comparaven amb exemples idealistes de virtut extrets de la història romana (mos maiorum), o fins i tot amb «bàrbars» no romans.

### Durant l'edat mitjana i el Renaixement de l'Antiguitat
Els textos de l'antiguitat es van fer molt populars durant el Renaixement. Els estudiosos s'esforçaven per recollir-ne el màxim possible, especialment als monestirs, a Constantinoble i al món musulmà. Mitjançant el redescobriment de l'ètica de les virtuts i la Metafísica d'Aristòtil per part d'Avicenna i Averrois, sant Tomàs d'Aquino va fusionar les virtuts cardinals tal com les definia Aristòtil amb el cristianisme a la seva Summa Teològica (1273).
Els humanistes volien restablir el vell ideal de la virtut cívica a través de l'educació. En lloc de castigar els pecadors, es pensava que el pecat es podia evitar criant fills virtuosos. Viure a la ciutat havia esdevingut important per a l'elit, ja que les persones de la ciutat havien de comportar-se correctament quan es comuniquen amb els altres. El problema es veia en la proletarització dels camperols que creava un ambient a les ciutats on aquests treballadors són difícils de controlar. Les ciutats van intentar mantenir els proletaris fora o civilitzar-los obligant-los a treballar a les cases de pobres. Aspectes rellevants de la ciutadania eren: conversa cívica (escoltar els altres, intentar arribar a un acord, mantenir-se informat per poder fer una aportació rellevant), comportament civilitzat (vestir roba digna, accentuació, contenció dels propis sentiments i necessitats), treball (la gent havia de fer una contribució útil a la societat). La religió ha canviat. S'ha centrat més en el comportament individual que en una comunió de persones. Les persones que creien en la bona ciutadania pertanyien a una petita majoria envoltada de «barbàrie». L'autoritat parental és popular, especialment l'autoritat del monarca i de l'estat.

### El civisme al segle de les Llums
La ciutadania va ser molt popular durant el segle de les Llums, però havia canviat dràsticament. L'autoritat parental va començar a disminuir. La llibertat s'havia popularitzat. No obstant això, les persones només podrien ser lliures contenint les seves emocions per tal de mantenir un espai per als altres. Ja no es tractava d'intentar separar els proletaris ni posar-los en una casa de Déu. Ara l'èmfasi es posava en l'educació. El treball dur va ser una virtut important durant l'edat mitjana i el Renaixement, però els que treballaven eren tractats amb menyspreu per l'elit no treballadora. El segle xviii va posar fi a això. El poder creixent de la classe mercantil rica va emfatitzar la importància del treball i la contribució a la societat per a tothom, inclosa l'elit. Les ciències eren populars. El govern i les elits intenten canviar el món i la humanitat d'una manera positiva mitjançant el desenvolupament de la burocràcia. Pensadors destacats creien que l'educació i el trencament de barreres podien alliberar tothom de l'estupidesa i l'opressió. Les converses cíviques van tenir lloc en societats erudites i revistes científiques.

### A les revolucions republicanes delseglexviii
La ciutadania també es va convertir en un tema d'interès i discussió públic durant el segle xviii, en part a causa de la Guerra de la Independència dels Estats Units. En una anècdota publicada per primera vegada el 1906, Benjamin Franklin respon a una dona que li va preguntar: «Bé, doctor, què hem aconseguit una República o una Monarquia?» Ha contestat: «Una República, si la podeu mantenir.» L'ús comú d'aquesta cita és donar suport, a través de l'autoritat de Franklin, a la visió que les repúbliques requereixen el conreu de creences, interessos i hàbits polítics específics entre els seus ciutadans, i que si aquests hàbits no es cultiven, corren el risc de tornar a caure en una mena de règim autoritari, com una monarquia.
Segons l'historiador nord-americà Gordon S. Wood, es tracta d'una hipòtesi universal del segle xviii segons el qual, si bé cap forma de govern és més bella que una república, les monarquies tenen diversos avantatges: la pompa i les circumstàncies que els envolten cultiven el sentiment que els governants són de fet superiors als governats i tenen dret a la seva obediència, i mantenen l'ordre per la seva presència.
En canvi, en una república, els governants eren els servidors del poble i, per tant, no hi podia haver cap coacció. Les lleis s'havien d'obeir per consciència, més que per por a la ira del governant. En una monarquia, la gent es podria veure obligada per la força a sotmetre els seus propis interessos als del seu govern. En una república, en canvi, cal persuadir la gent perquè sotmeti els seus propis interessos al govern, i aquesta submissió voluntària va constituir la noció de civisme al segle xviii. Sense aquesta persuasió, l'autoritat del govern s'enfonsa i la tirania o l'anarquia són imminents.
Els autors polítics i historiadors de l'època clàssica, i més particularment els de l'època romana, han confirmat l'existència d'aquest ideal. Però com van escriure els autors romans en un moment en què l'ideal republicà romà s'estava extingint, les seves formes, però no el seu esperit o substància es conservaven a l'Imperi Romà, els revolucionaris americans i francesos del segle xviii les van llegir amb la ment per determinar com la República havia fracassat, i com evitar que es repetís. A les seves Reflexions sobre l'ascens i la caiguda de les antigues repúbliques, l'historiador whig anglès Edward Wortley Montagu va intentar descriure «les principals causes d'aquesta degeneració de la moral, que ha reduït aquests pobles abans valents i lliures a la més abjecta esclavitud».
Després d'aquesta lectura dels ideals romans, el general nord-americà Charles Lee va imaginar una societat espartana i igualitària on cada home era soldat i amo de la seva pròpia terra, i on la gent era «educada des de ben petita per considerar-se com a propietat de l'"Estat" […] [i] sempre estaven disposats a sacrificar les seves preocupacions als seus interessos». L'Agrarisme de Thomas Jefferson també representava un sistema de creences similar; Jefferson creia que la república ideal estava formada per agricultors rurals independents més que per comerciants urbans.

### Al món occidental contemporani
Apareix a França l'any 1770, en un context on es van difondre els conceptes del contracte social de Rousseau. La definició es trobaria a Montesquieu, que parla d'un «amor [de les lleis] que exigeix una preferència contínua de l'interès públic al propi». Tanmateix, cap d'aquests dos filòsofs va utilitzar aquesta paraula. El terme civisme va aparèixer sota la ploma del revolucionari francès Jean-Paul Marat el 1790, però en un sentit completament diferent: era cívic el partidari de la revolució i el seu règim.
La classe social i l'ocupació afectaven molt els valors d'un individu als segles xix i xx, i hi havia una divisió general sobre quines eren les millors virtuts cíviques. A més, van sorgir diverses ideologies importants, cadascuna amb les seves pròpies idees sobre la ciutadania.
Els conservadors van emfatitzar els valors familiars i l'obediència al pare i a l'estat.
El nacionalisme, compartit per poblacions senceres, va fer del patriotisme una virtut cívica primordial.
Els liberals van associar el republicanisme a una creença en el progrés i la liberalització basada en el capitalisme.
Per als socialistes, una bona ciutadania important era que la gent fos conscient de l'opressió dins de la societat i de les forces que mantenen l'statu quo (consciència de classe). Aquesta consciència havia de conduir a l'acció per canviar el món pel bé, perquè tothom pogués esdevenir un ciutadà respectuós de la societat moderna.
La noció de ciutadania se centrava en el comportament i la responsabilitat individuals i era molt rellevant. Molts liberals es van convertir en socialistes o conservadors a finals del segle xix i principis del xx. Altres es van convertir en socialliberals, valorant el capitalisme amb un govern fort per protegir els pobres. L'èmfasi en l'agricultura i la noblesa terratinent va ser suplantat per un èmfasi en la indústria i la societat civil.
El Nacionalsocialisme, la variant alemanya del feixisme del segle xx, els preceptes de la qual es van exposar en el Mein Kampf d'Adolf Hitler, va classificar els habitants de la nació ideal en tres principals categories jeràrquiques, cadascuna de les quals tenia diferents drets i deures en relació amb l'estat: ciutadans, súbdits i estrangers. La primera categoria, els ciutadans, havien de posseir plens drets i deures cívics. La ciutadania només s'atorgaria a aquells homes de raça pura que haguessin completat el servei militar, i podria ser revocada en qualsevol moment per l'estat. Només les dones que treballaven de manera independent o que es casaven amb un ciutadà podien obtenir la ciutadania per elles mateixes. La segona categoria, subjectes, es referia a tots els altres que van néixer dins dels límits de la nació que no s'ajustaven als criteris racials per a la ciutadania. Els súbdits no tindrien dret de vot, no podrien ocupar cap càrrec dins de l'estat i no posseïen cap dels altres drets i responsabilitats cíviques conferides als ciutadans. L'última categoria, estrangers, es referia a aquells que eren ciutadans d'un altre estat, que tampoc no tenien drets.
Durant la dècada del 1990, l'ús de la ciutadania en el sentit de civisme és impugnat. En efecte, la ciutadania només expressa la condició de ciutadà, mentre que el civisme expressa la condició de ciutadà conscient dels seus deures. «Singularment desproveït de civisme, Al Capone va gaudir, tanmateix, de la ciutadania nord-americana».

## Idees comparables en societats no occidentals
El confucianisme, que especifica virtuts i tradicions culturals que tots els membres de la societat haurien d'observar, especialment els caps de família i els que governen, ha estat la base de la societat xinesa durant més de 2000 anys i continua sent influent a la Xina moderna. Els seus conceptes relacionats es poden comparar amb la idea occidental de ciutadania.

## Conceptes relacionats
Amabilitat (o amabilitat)
L'amabilitat és un conjunt de comportaments prosocials que es veuen en persones que són agradables, plaents, interessades en els altres, divertides, empàtiques, considerades i útils. No tot el comportament civil és amable. Per exemple, el duel com a resposta a un insult intolerable ha estat considerat com a comportament civil en moltes cultures, però no és una acció amistosa.
Cortesia
La cortesia se centra en l'aplicació de la bona moral o les normes de correcció. Com que l'educació està influenciada pels valors culturals, hi ha una superposició significativa entre allò que és educat i allò que és civil. Tanmateix, si l'acció en qüestió no està relacionada amb la bona ciutadania, aleshores pot ser educada o descortesa, sense ser estrictament considerada civil o incívica.
Gràcies socials
Les gràcies socials inclouen el comportament, l'elegància i la moda, que no tenen res a veure amb el civisme.
L'incivisme
L'incivisme és un terme general per a un comportament social mancat de civisme o de bones maneres, en una escala que va des de la grolleria o la falta de respecte als ancians, fins al vandalisme i el hooliganisme, a l'embriaguesa pública i els comportaments amenaçadors. La paraula incivisme deriva del llatí incivilis, que significa «no digne d'un ciutadà».
La distinció entre la mera rudesa i l'incivisme percebut com una amenaça dependrà d'alguna noció de «civisme» com a estructura de la societat; l'incivisme, considerat més inquietant que la mala educació, depèn de la percepció de nocions com el seu antagonisme amb els conceptes complexos de civisme o societat civil. S'ha convertit en una qüestió política contemporània en diversos països.